# Voroniv, Horodenka
Voroniv (în ucraineană Воронів) este un sat în comuna Nezvîsko din raionul Horodenka, regiunea Ivano-Frankivsk, Ucraina.

## Demografie
Componența lingvistică a localității Voroniv
     Ucraineană (99,36%)
     Alte limbi (0,64%)
Conform recensământului din 2001, majoritatea populației localității Voroniv era vorbitoare de ucraineană (99,36%), existând în minoritate și vorbitori de alte limbi.